# Dziewicza Góra (Pojezierze Gnieźnieńskie)
Dziewicza Góra (pierw. Dziewcza Góra; niem. Annaberg) – wzniesienie o wysokości 144,9 m n.p.m. na Pojezierzu Gnieźnieńskim, położone w województwie wielkopolskim, w powiecie poznańskim, w gminie Czerwonak, sołectwie (wsi) Czerwonak. Wysokość względna to około 90 m.

## Informacje ogólne
Dziewicza Góra jest najwyższym wzniesieniem na terenie Parku Krajobrazowego Puszcza Zielonka oraz całego powiatu poznańskiego. Teren wzniesienia jest objęty specjalnym obszarem ochrony siedlisk „Uroczyska Puszczy Zielonki”. Jest drugim co do wysokości w paśmie wzgórz moreny czołowej stadiału poznańskiego.

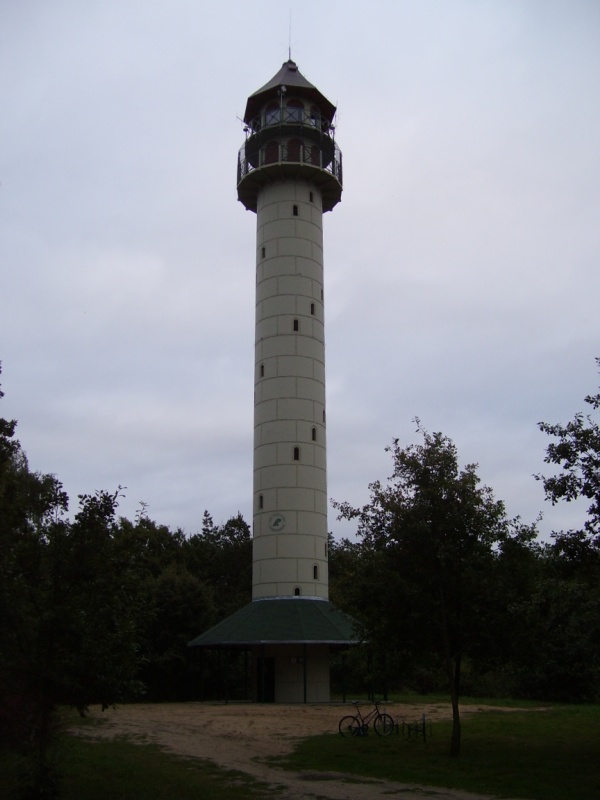
Wieża na szczycie Dziewiczej Góry

## Historia
Wzniesienie pierwotnie nosiło nazwę Dziewcza Góra. Nazwa ta pochodzi od cysterek, którym w 1242 książę Przemysł I nadał wzniesienie.

## Środowisko przyrodnicze
Dziewicza Góra stanowi element moreny czołowej stadiału poznańskiego 2 km na wschód od Doliny Warty. Stoki wzniesienia (grzbiet ma około 400 m długości) porasta las mieszany zaś w kilku miejscach znajduje się starodrzew dębowy. Obszar objęto ochroną ze względu na ok. 700 gatunków roślin naczyniowych oraz ok. 130 gatunków mchów i wątrobowców. Są to gatunki charakterystyczne dla zróżnicowanych środowisk: leśnych, łąkowych, stepowych a nawet górskich. Na stokach góry występuje również czerwiec polski, którego być może hodowały tu cysterki, a od którego pochodzi nazwa pobliskiego Czerwonaka. Swoją strukturą las ten przypomina pierwotną puszczę.

## Wieża
Po dużym pożarze w 1992 roku w którym spłonęło 250 ha Puszczy Zielonki oraz kilku mniejszych postanowiono wzmocnić ochronę przeciwpożarową kompleksu leśnego. W 2005 roku na szczycie Dziewiczej Góry Nadleśnictwo Łopuchówko wybudowało przeciwpożarową wieżę obserwacyjną. Wieża służy również jako punkt widokowy turystom. Żelbetowa wieża na planie koła ma 40 m wysokości. Poziom kabiny obserwacyjnej to 33 m, a pod nią na wysokości 30 m znajduje się taras widokowy z którego rozciąga się rozległy widok na Poznań. Obiekt wykonało Przedsiębiorstwo Projektowo-Budowlane MCP Kopuły z Bielska-Białej, według projektu inż. arch. Joanny Giczali-Ochodek i inż. Andrzeja Czecha.

## Sport
Od 2014 w okresie jesienno-zimowym na stokach Dziewiczej Góry rozgrywany jest cykl biegów górskich na dystansach 5 i 10 km.